# Kvalifikation til VM i fodbold 2018, UEFA - gruppe A
Kvalifikation til VM i fodbold 2018, UEFA gruppe A er en af de ni UEFA grupper til Kvalifikation til VM i fodbold 2018. Gruppen består af seks hold: Holland, Frankrig, Sverige, Bulgarien, Hviderusland og Luxembourg.

## Placeringer
| Pos | Hold         | K  | V | U | T | M+ | M- | MF  | P  | Kvalifikation                         |     |     |     |     |     |     |     |
| --- | ------------ | -- | - | - | - | -- | -- | --- | -- | ------------------------------------- | --- | --- | --- | --- | --- | --- | --- |
| 1   | Frankrig     | 10 | 7 | 2 | 1 | 18 | 6  | +12 | 23 | Kvalifikation til FIFA World Cup 2018 |     | —   | 2–1 | 4–0 | 4–1 | 0–0 | 2–1 |
| 2   | Sverige      | 10 | 6 | 1 | 3 | 26 | 9  | +17 | 19 | Mulig playoff                         |     | 2–1 | —   | 1–1 | 3–0 | 8–0 | 4–0 |
| 3   | Holland      | 10 | 6 | 1 | 3 | 21 | 12 | +9  | 19 |                                       |     | 0–1 | 2–0 | —   | 3–1 | 5–0 | 4–1 |
| 4   | Bulgarien    | 10 | 4 | 1 | 5 | 14 | 19 | −5  | 13 |                                       | 0–1 | 3–2 | 2–0 | —   | 4–3 | 1–0 |     |
| 5   | Luxembourg   | 10 | 1 | 3 | 6 | 8  | 26 | −18 | 6  |                                       | 1–3 | 0–1 | 1–3 | 1–1 | —   | 1–0 |     |
| 6   | Hviderusland | 10 | 1 | 2 | 7 | 6  | 21 | −15 | 5  |                                       | 0–0 | 0–4 | 1–3 | 2–1 | 1–1 | —   |     |

1. ↑  De otte bedste toere fra hver gruppe vil avancere til playoff. Den dårligste toer på tværs af alle grupperne bliver elimineret.

## Kampe
Oversigten over kampene blev konfirmeret af UEFA den 26. juli 2015, dagen efter lodtrækningen. 
De angivne tider er CET/CEST, som listet af UEFA (lokale tider angives i parenteser).
| 6. september 2016 20:45 (21:45 UTC+3) |

| Hviderusland | 0–0                           | Frankrig |
| ------------ | ----------------------------- | -------- |
|              | Rapport (FIFA) Rapport (UEFA) |          |

| Borisov Arena, Barysaw Tilskuere: 12,920 Dommer: Ovidiu Hațegan (Rumænien) |

| 6. september 2016 20:45 (21:45 UTC+3) |

| Bulgarien                                                  | 4–3                           | Luxembourg                         |
| ---------------------------------------------------------- | ----------------------------- | ---------------------------------- |
| Rangelov 16' · Marcelinho 65' · I. Popov 79' · Tonev 90+2' | Rapport (FIFA) Rapport (UEFA) | Joachim 60', 62' · Bohnert 90+1' · |

| Vasil Levski National Stadium, Sofia Tilskuere: 4,202 Dommer: Gediminas Mažeika (Lithauen) |

| 6. september 2016 20:45 (20:45 UTC+2) |

| Sverige  | 1–1                           | Holland        |
| -------- | ----------------------------- | -------------- |
| Berg 43' | Rapport (FIFA) Rapport (UEFA) | Sneijder 67' · |

| Friends Arena, Solna Tilskuere: 36,128 Dommer: Daniele Orsato (Italien) |

| 7. oktober 2016 20:45 (20:45 UTC+2) |

| Frankrig                                     | 4–1                           | Bulgarien                  |
| -------------------------------------------- | ----------------------------- | -------------------------- |
| Gameiro 23', 59' · Payet 26' · Griezmann 38' | Rapport (FIFA) Rapport (UEFA) | M. Aleksandrov 6' (str.) · |

| Stade de France, Saint-Denis Dommer: Luca Banti (Italien) |

| 7. oktober 2016 20:45 (20:45 UTC+2) |

| Luxembourg | 0–1                           | Sverige      |
| ---------- | ----------------------------- | ------------ |
|            | Rapport (FIFA) Rapport (UEFA) | Lustig 58' · |

| Stade Josy Barthel, Luxembourg City Dommer: Ivan Bebek (Kroatien) |

| 7. oktober 2016 20:45 (20:45 UTC+2) |

| Holland                                      | 4–1                           | Hviderusland |
| -------------------------------------------- | ----------------------------- | ------------ |
| Promes 15', 31' · Klaassen 56' · Janssen 64' | Rapport (FIFA) Rapport (UEFA) | Rios 47' ·   |

| De Kuip, Rotterdam Dommer: Craig Thomson (Skotland) |

| 10. oktober 2016 20:45 (21:45 UTC+3) |

| Hviderusland | 1–1                           | Luxembourg    |
| ------------ | ----------------------------- | ------------- |
| Savitski 80' | Rapport (FIFA) Rapport (UEFA) | Joachim 85' · |

| Borisov Arena, Barysaw Dommer: Tobias Welz (Tyskland) |

| 10. oktober 2016 20:45 (20:45 UTC+2) |

| Holland | 0–1                           | Frankrig    |
| ------- | ----------------------------- | ----------- |
|         | Rapport (FIFA) Rapport (UEFA) | Pogba 30' · |

| Amsterdam Arena, Amsterdam Dommer: Damir Skomina (Slovenien) |

| 10. oktober 2016 20:45 (20:45 UTC+2) |

| Sverige                                     | 3–0                           | Bulgarien |
| ------------------------------------------- | ----------------------------- | --------- |
| Toivonen 39' · Hiljemark 45' · Lindelöf 58' | Rapport (FIFA) Rapport (UEFA) |           |

| Friends Arena, Solna Dommer: Michael Oliver (England) |

| 11. november 2016 20:45 (20:45 UTC+1) |

| Frankrig              | 2–1                           | Sverige        |
| --------------------- | ----------------------------- | -------------- |
| Pogba 58' · Payet 65' | Rapport (FIFA) Rapport (UEFA) | Forsberg 55' · |

| Stade de France, Saint-Denis Tilskuere: 80,000 Dommer: Milorad Mažić (Serbien) |

| 13. november 2016 18:00 (19:00 UTC+2) |

| Bulgarien    | 1–0                           | Hviderusland |
| ------------ | ----------------------------- | ------------ |
| I. Popov 10' | Rapport (FIFA) Rapport (UEFA) |              |

| Vasil Levski National Stadium, Sofia Tilskuere: 1,994 Dommer: Stephan Klossner (Schweiz) |

| 13. november 2016 18:00 (18:00 UTC+1) |

| Luxembourg        | 1–3                           | Holland                       |
| ----------------- | ----------------------------- | ----------------------------- |
| Chanot 44' (str.) | Rapport (FIFA) Rapport (UEFA) | Robben 36' · Depay 58', 84' · |

| Stade Josy Barthel, Luxembourg City Tilskuere: 8,000 Dommer: Anthony Taylor (England) |

| 25. marts 2017 18:00 (18:00 UTC+1) |

| Sverige                                                | 4–0                           | Hviderusland |
| ------------------------------------------------------ | ----------------------------- | ------------ |
| Forsberg 19' (str.), 49' · Berg 57' · Kiese Thelin 78' | Rapport (FIFA) Rapport (UEFA) |              |

| Friends Arena, Solna Tilskuere: 31,243 Dommer: Harald Lechner (Østrig) |

| 25. marts 2017 20:45 (21:45 UTC+2) |

| Bulgarien     | 2–0                           | Holland |
| ------------- | ----------------------------- | ------- |
| Delev 5', 20' | Rapport (FIFA) Rapport (UEFA) |         |

| Vasil Levski National Stadium, Sofia Dommer: Willie Collum (Skotland) |

| 25. marts 2017 20:45 (20:45 UTC+1) |

| Luxembourg         | 1–3                           | Frankrig                                 |
| ------------------ | ----------------------------- | ---------------------------------------- |
| Joachim 34' (str.) | Rapport (FIFA) Rapport (UEFA) | Giroud 28', 77' · Griezmann 37' (str.) · |

| Stade Josy Barthel, Luxembourg City Dommer: Andris Treimanis (Letland) |

| 9. juni 2017 20:45 (21:45 UTC+3) |

| Hviderusland                      | 2–1                           | Bulgarien          |
| --------------------------------- | ----------------------------- | ------------------ |
| Sivakow 33' (str.) · Savitski 80' | Rapport (FIFA) Rapport (UEFA) | Kostadinov 90+1' · |

| Borisov Arena, Barysaw Dommer: Matej Jug (Slovenien) |

| 9. juni 2017 20:45 (20:45 UTC+2) |

| Holland                                                                     | 5–0                           | Luxembourg |
| --------------------------------------------------------------------------- | ----------------------------- | ---------- |
| Robben 21' · Sneijder 34' · Wijnaldum 62' · Promes 70' · Janssen 84' (str.) | Rapport (FIFA) Rapport (UEFA) |            |

| De Kuip, Rotterdam Dommer: Bartosz Frankowski (Polen) |

| 9. juni 2017 20:45 (20:45 UTC+2) |

| Sverige                     | 2–1                           | Frankrig     |
| --------------------------- | ----------------------------- | ------------ |
| Durmaz 43' · Toivonen 90+4' | Rapport (FIFA) Rapport (UEFA) | Giroud 37' · |

| Friends Arena, Solna Dommer: Martin Atkinson (England) |

| 31. august 2017 20:45 (21:45 UTC+3) |

| Bulgarien                                  | 3–2                         | Sverige                 |
| ------------------------------------------ | --------------------------- | ----------------------- |
| Manolev 12' · Kostadinov 33' · Chochev 79' | Report (FIFA) Report (UEFA) | Lustig 29' · Berg 44' · |

| Vasil Levski National Stadium, Sofia Dommer: Paolo Tagliavento (Italien) |

| 31. august 2017 20:45 (20:45 UTC+2) |

| Frankrig                                      | 4–0                         | Holland |
| --------------------------------------------- | --------------------------- | ------- |
| Griezmann 14' · Lemar 73', 88' · Mbappé 90+1' | Report (FIFA) Report (UEFA) |         |

| Stade de France, Saint-Denis Dommer: Gianluca Rocchi (Italien) |

| 31. august 2017 20:45 (20:45 UTC+2) |

| Luxembourg  | 1–0                         | Hviderusland |
| ----------- | --------------------------- | ------------ |
| Da Mota 60' | Report (FIFA) Report (UEFA) |              |

| Stade Josy Barthel, Luxembourg City Dommer: Clayton Pisani (Malta) |

| 3. september 2017 18:00 (19:00 UTC+3) |

| Hviderusland | 0–4                           | Sverige                                                        |
| ------------ | ----------------------------- | -------------------------------------------------------------- |
|              | Rapport (FIFA) Rapport (UEFA) | - Forsberg 18' - Nyman 24' - Berg 37' - Granqvist 84' (str.) · |

| Borisov Arena, Barysaw Dommer: Tobias Stieler (Tyskland) |

| 3. september 2017 18:00 (18:00 UTC+2) |

| Holland                        | 3–1                           | Bulgarien          |
| ------------------------------ | ----------------------------- | ------------------ |
| - Pröpper 7', 80' - Robben 67' | Rapport (FIFA) Rapport (UEFA) | - Kostadinov 69' · |

| Amsterdam Arena, Amsterdam Dommer: Anastasios Sidiropoulos (Grækenland) |

| 3. september 2017 20:45 (20:45 UTC+2) |

| Frankrig | 0–0                           | Luxembourg |
| -------- | ----------------------------- | ---------- |
|          | Rapport (FIFA) Rapport (UEFA) |            |

| Stade Municipal, Toulouse Dommer: Aleksandar Stavrev (Makedonien) |

| 7. oktober 2017 18:00 (18:00 UTC+2) |

| Sverige                                                                                  | 8–0                           | Luxembourg |
| ---------------------------------------------------------------------------------------- | ----------------------------- | ---------- |
| - Granqvist 10' (str.), 67' (str.) - Berg 18', 37', 54', 71' - Lustig 60' - Toivonen 76' | Rapport (FIFA) Rapport (UEFA) |            |

| Friends Arena, Solna Tilskuere: 50.022 Dommer: Hüseyin Göçek (Tyrkiet) |

| 7. oktober 2017 20:45 (21:45 UTC+3) |

| Hviderusland   | 1–3                           | Holland                                           |
| -------------- | ----------------------------- | ------------------------------------------------- |
| - Valadzko 55' | Rapport (FIFA) Rapport (UEFA) | - Pröpper 25' - Robben 84' (str.) - Depay 90+3' · |

| Borisov Arena, Barysaw Dommer: Michael Oliver (England) |

| 7. oktober 2017 20:45 (21:45 UTC+3) |

| Bulgarien | 0–1                           | Frankrig       |
| --------- | ----------------------------- | -------------- |
|           | Rapport (FIFA) Rapport (UEFA) | - Matuidi 3' · |

| Vasil Levski National Stadium, Sofia Dommer: Antonio Mateu Lahoz (Spanien) |

| 10. oktober 2017 20:45 (20:45 UTC+2) |

| Frankrig |                               | Hviderusland |
| -------- | ----------------------------- | ------------ |
|          | Rapport (FIFA) Rapport (UEFA) |              |

| Stade de France, Saint-Denis |

| 10. oktober 2017 20:45 (20:45 UTC+2) |

| Luxembourg |                               | Bulgarien |
| ---------- | ----------------------------- | --------- |
|            | Rapport (FIFA) Rapport (UEFA) |           |

| Stade Josy Barthel, Luxembourg City |

| 10. oktober 2017 20:45 (20:45 UTC+2) |

| Holland |                               | Sverige |
| ------- | ----------------------------- | ------- |
|         | Rapport (FIFA) Rapport (UEFA) |         |

|  |

## Målscorere
Der er scoret 86 mål i 27 kampe, der i gennemsnit svarer til 3,19 mål per kamp.
8 mål
- Marcus Berg

4 mål
- Aurélien Joachim
- Arjen Robben
- Emil Forsberg

3 mål
- Georgi Kostadinov
- Olivier Giroud
- Antoine Griezmann
- Memphis Depay
- Quincy Promes
- Davy Pröpper
- Andreas Granqvist
- Mikael Lustig
- Ola Toivonen

2 mål
- Pavel Savitski
- Spas Delev
- Ivelin Popov
- Kévin Gameiro
- Thomas Lemar
- Dimitri Payet
- Paul Pogba
- Vincent Janssen
- Wesley Sneijder

1 mål
- Alexei Rios
- Mikhail Sivakow
- Maksim Valadzko
- Mihail Aleksandrov
- Ivaylo Chochev
- Stanislav Manolev
- Marcelinho
- Dimitar Rangelov
- Aleksandar Tonev
- Blaise Matuidi
- Kylian Mbappé
- Florian Bohnert
- Maxime Chanot
- Daniel da Mota
- Davy Klaassen
- Georginio Wijnaldum
- Jimmy Durmaz
- Oscar Hiljemark
- Isaac Kiese Thelin
- Victor Lindelöf
- Christoffer Nyman